# Rhaphidophora megaphylla
Rhaphidophora megaphylla — вид квіткових рослин із родини Araceae, роду Rhaphidophora. Це ліана, рідним ареалом якої є Китай (пд. Юньнань), Лаос, Таїланд, В'єтнам.

## Екологія
Населяє вологі дощові ліси на вапнякових ділянках, на великих деревах або на вапняку.

## Опис
Це ліани від дуже великих до гігантських, до 40 метрів, дуже міцні. Стебло циліндричне, дуже товсте, 3–4 см в діаметрі, міжвузля 1–6 см. Листки щільні, спиро-роздільні; листкова ніжка зелена, канальцева, 50–70 см; листова пластинка світло-зелена абаксіально (верх), зелена адаксіально, яйцювато-довгаста, дуже велика, 50–70[90] × 28–50 см, жорстко шкіряста, основа серцеподібна, край цільний, верхівка круто загострена. Суцвіття в пучках до 4 суцвіть на синцвіття на верхівках первинних пагонів, що з'являються в пазухах. Обгортка початка спочатку загорнута, біло-зелена, потім розповзається, світло-жовта, розкриття темно-жовте, довгасто-цимбіформне, 20–27 × ≈ 16 см. Початок сидячий, жовто-зелений, після висихання зелено-чорний, циліндричний, 18–25 × ≈ 2.5 см. Тичинок 4; пиляки жовті, дрібні. Плід широко-циліндрична, до 30 × 5 см.